# Joram av Israel
Joram var enligt Gamla Testamentet son till kung Ahab och blev kung i Israel efter att hans bror, kung Achasja, hade skadats så illa i en olycka att han kom att dö av skadorna. Joram dödades senare av Jehu, som hade blivit smord till ny kung av en man utsänd av profeten Elisha. Med Joram dödades även Judas kung, Achasja. Senare dödades även alla Jorams bröder, liksom hans mor, drottning Jisebel.